# Ефект Джозефсона
Ефект Джозефсона — фізичне явище, яке полягає в протіканні надпровідного струму через тунельний контакт, що складається з двох надпровідників, розділених тонким шаром діелектрика або металу. Ефект було передбачено британським фізиком Браяном Джозефсоном 1962 року. За це відкриття Джозефсон отримав Нобелівську премію з фізики 1973 року.

## Історія відкриття
1962 року аспірант Браян Джозефсон опублікував свою працю, в якій передбачив два цікавих явища, які мали б спостерігатися в надпровідних тунельних контактах. Перше явище полягало в тому, що в надпровідному тунельному контакті може підтримуватися режим надпровідного струму (при цьому спад напруги на контакті дорівнює нулю). Воно називається стаціонарним ефектом Джозефсона. Якщо струм перевищує певне критичне значення, яке є характеристикою самого контакту, то на контакті з'являється ненульове падіння напруги і контакт стає джерелом високочастотного електромагнітного випромінювання. Це явище носить назву нестаціонарного ефекту Джозефсона.
Обидва ефекти було підтверджено експериментально в 1963-1965 роках.
Подальші дослідження показали, що ефект, який було передбачено Джозефсоном для тунельних контактів, існує, якщо надпровідники з'єднані між собою слабким зв'язком ("weak link")  будь-якої фізичної природи (нормальний метал, напівпровідник, надпровідник з меншою критичною температурою, геометричне звуження, малий отвір та ін.).

## Опис ефекту
Носіями надпровідного струму є так звані куперівські пари — зв'язані стани двох електронів із протилежними спінами.
Стан електронів у надпровіднику описується хвильовою функцією
{\displaystyle \Psi =\sum _{\alpha =1,2}{\sqrt {n_{s}}}e^{i\theta _{\alpha }}|\alpha \rangle }
де {\displaystyle n_{s}} — густина носіїв заряду (куперівських пар), індекси {\displaystyle 1,2} відповідають двом надпровідникам, що утворюють контакт.
Важливою характеристикою контакту є різниця {\displaystyle \phi (t)=\theta _{2}(t)-\theta _{1}(t)} фаз хвильових функцій. Розв'язавши відповідне рівняння Шредінгера можна отримати математичні вирази для обох ефектів Джозефсона.

### Стаціонарний ефект Джозефсона
Зв'язок між різницею фаз та надпровідним струмом {\displaystyle I_{s}} встановлюється так:
{\displaystyle I_{s}=I_{c}\sin(\phi )\,},    (1)
де {\displaystyle I_{c}} — критичний струм контакту, величина, яка характерна для кожного контакту й визначається його фізичними властивостями та геометрією. Важливою особливістю контакту є неможливість перевищення надпровідним струмом величини {\displaystyle I_{c}}.
У загальному випадку функціональна залежність струму Джозефсона від різниці фаз між надпровідниками залежить характеристик слабкого зв'язку.  Тільки в декількох окремих випадках струм - фазова залежність (СФЗ) має синусоїдальну форму (1).  СФЗ визначається спектральним струмом {\displaystyle Im[{I_{E}(\varphi )}]}, який містить інформацію про розподіл енергій Андрєєвських зв'язаних станів у контакті, характеристики матеріалу, геометрію контакту та електричний струм.

### Стаціонарний ефект Джозефсона в мікроконтактах
Одним із прикладів джозефсонівських контактів між надпровідниками є балістичні мікроконтакти, характерний діаметр яких d набагато менше довжини вільного пробігу носіїв заряду l. У таких джозефсонівських зв'язках  співвідношення струм – фаза    {\displaystyle I\left(\varphi \right)} й величина критичного струму {\displaystyle {{I}_{c}}\left(T\right)} суттєво відрізняються від відповідних виразів для тунельного контакту. При {\displaystyle l\gg d}  й температурах  {\displaystyle 0\leq T\leq T_{c}} ( {\displaystyle T_{c}} — критична температура надпровідника) струм виражається співвідношенням:
{\displaystyle I\left(\varphi \right)={\frac {\pi \Delta \left(T\right)}{e{{R}_{Sh}}}}\sin \left({\varphi }/{2}\;\right)\tanh \left[{\frac {\Delta \left(T\right)\cos \left({\varphi }/{2}\;\right)}{2T}}\right],}
де {\displaystyle R_{Sh}}  — опір контакту в нормальному (не надпровідному) стані (опір Шарвина), {\displaystyle \Delta \left(T\right)}  — значення щілини надпровідника при даній температурі. При  {\displaystyle T\to 0} критичний струм чистого отвору вдвічі більший критичного струму з таким же нормальним опором, а залежність струму від фази
{\displaystyle I\left(\varphi \right)={\frac {\pi \Delta \left(0\right)}{e{{R}_{Sh}}}}\sin \left({\varphi }/{2}\;\right),\quad -\pi <\varphi <\pi ,}
перетерплює стрибки при  {\displaystyle \varphi =\pm \pi }.

### Нестаціонарний ефект Джозефсона
Зв'язок між падінням напруги на контакті {\displaystyle V} та еволюцією різниці фаз, відоме як друге фундаментальне співвідношення Джозефсона, має такий вигляд:
{\displaystyle V(t)={\frac {\hbar }{2e}}{\frac {\partial \phi }{\partial t}}},
де {\displaystyle \hbar } — стала Планка, фізична константа — {\displaystyle {\frac {h}{2e}}} є квант магнітного потоку, а обернена до нього величина — константа Джозефсона.
Якщо струм, який протікає через контакт перевищує критичний, {\displaystyle I_{c}}, то він складатиметься з двох компонент: надпровідного струму та струму звичайних носіїв заряду (електронів), останні, як відомо, течуть з опором та спричиняють падіння напруги.
Еквівалентну електричну схему такого контакту прийнято називати шунтованою моделлю Джозефсонівського переходу. За допомогою деяких математичних перетворень можна отримати залежність частоти коливань напруги від струму, а саме:
{\displaystyle \omega ={\frac {2e}{\hbar }}R{\sqrt {I^{2}-I_{c}^{2}}}}
Якщо спробувати виміряти напругу, то вольтметр покаже середнє значення напруги за один період {\displaystyle {\hat {V}}}, тоді підставивши значення цієї напруги у попередню формулу замість добутку {\displaystyle R{\sqrt {I^{2}-I_{c}^{2}}}} можна отримати:
{\displaystyle 2e{\hat {V}}=\hbar \omega },
що має наступне трактування: різниця енергій куперівських пар у різних надпровідниках є {\displaystyle 2e{\hat {V}}}, тобто, різниця енергій носіїв заряду, які переходять з одного надпровідника в інший, може бути скомпенсована лише випромінюванням фотона з відповідною частотою.
Цей ефект має використання на практиці як перетворення струму в частоту.

## Резистивна модель джозефсонівського контакту

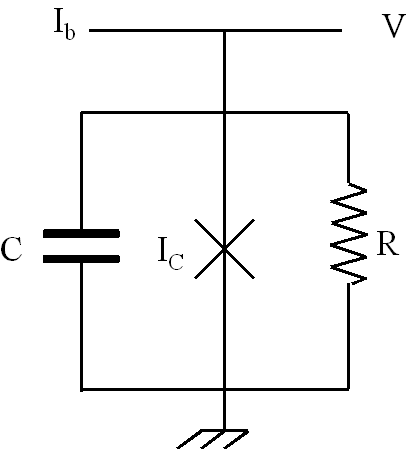
Еквівалентна схема джозефсонівського контакту в межах резистивної моделі

Згідно з роботами МакКамбера, Стюарта та Джонсона, точковий контакт Джозефсона, на який подається деякий постійний струм {\displaystyle I_{B}} можна представити у вигляді еквівалентного кола, що складається з трьох паралельно під'єднаних елементів:
- Конденсатора, чия ємність {\displaystyle C} — це ємність контакта, а струм зміщення, що протікає через конденсатор, дорівнює
{\displaystyle I_{Q}=C{\frac {dV}{dt}}={\frac {C\hbar }{2e}}{\frac {d^{2}\phi }{dt^{2}}}}.

- Резистора з опором {\displaystyle R}, що описує струм {\displaystyle I_{R}} нормальних носіїв заряду через контакт, {\displaystyle I_{R}=V/R};
- Ефективного «надпровідного елемента», через який протікає джозефсонівський надпровідний струм
{\displaystyle I_{s}=I_{c}\sin \phi }.

Рівняння Кірхгофа для такого кола має вигляд {\displaystyle I_{B}=I_{Q}+I_{R}+I_{s}}. Воно ж переписується як 

{\displaystyle {\frac {C\hbar }{2e}}{\frac {d^{2}\phi }{dt^{2}}}+{\frac {\hbar }{2eR}}{\frac {d\phi }{dt}}+I_{c}\sin \phi =I_{B}}
Після введення безрозмірних часу {\displaystyle t\to t\omega _{J}}, {\displaystyle \omega _{J}={\sqrt {\frac {2eI_{c}}{C\hbar }}}}, коефіцієнту «дисипації» {\displaystyle \alpha ={\frac {1}{\omega _{J}RC}}} та зовнішнього струму {\displaystyle \gamma =I_{B}/I_{c}}, вищенаведене рівняння, що описує часову еволюцію різниці фаз {\displaystyle \phi (t)}, набуває безрозмірного вигляду
{\displaystyle {\frac {d^{2}\phi }{dt^{2}}}+\alpha {\frac {d\phi }{dt}}+\sin \phi =\gamma ~.}
Резистивна модель дає можливість описання поведінки точкового контакту Джозефсона як дисипативної динамічної системи з розмірністю фазового простору два.

## Застосування ефекту
Ефект Джозефсона широко використовується в різних галузях, зокрема:
- для вимірювання магнітного поля з допомогою надпровідних квантових інтерферометрів;
- в метрології, для перерахунку частоти та напруги; зокрема оскільки частота визначається за допомогою цезієвого стандарту, ефект Джозефсона використовується для визначення одиниці напруги, одного вольта (з 1 липня 2007 року це не є офіційним стандартом[9]).
- для побудови логічних елементів квантових комп'ютерів (так звані Джозефсонівські кубіти).[10]